# Petenbos-Oost
Petenbos-Oost is een buurt in de wijk Zuidoost van Veenendaal, in de Nederlandse provincie Utrecht. Er wonen 2645 mensen in de buurt (2023). De buurt werd later gebouwd dan Petenbos, dat ten westen van Petenbos-Oost ligt.
Wijken: Centrum · Noordoost · Zuidoost · Zuidwest · Noordwest · West

Buurten: Koopcentrum · Vijgendam en omgeving · Schrijverswijk · Beatrixstraat en omgeving · Dragonder-Noord · Dragonder-Oost · Dragonder-Zuid · Spitsbergen · Veenendaal-Oost · Engelenburg · Boslaan en omgeving · Petenbos-West · Petenbos-Oost · De Groene Velden · 't Goeie Spoor en omgeving · Franse Gat · Salamander · Molenbrug · 't Hoorntje · De Pol · De Gelderse Blom · Oudeveen en De Schans en omgeving · Componistenbuurt · Vogelbuurt · Schepenbuurt · Dichtersbuurt
Industriegebieden: Het Ambacht · Nijverkamp · De Faktorij en De Vendel · De Compagnie · De Compagnie-Oost · De Batterijen
Buitengebieden: Fort Buurtsteeg · Bezuiden de Dijkstraat · De Blauwe Hel · Bezuiden de Middelbuurtseweg
Utrecht · Plaatsen in de provincie      Nederland · Provincies · Gemeenten